# Lavau, Aube

Lavau este o comună în departamentul Aube din nord-estul Franței. În 1 ianuarie 2022 avea o populație de 971 de locuitori.
În martie 2015, arheologii Institutului național de cercetări arheologice preventive din Franța (Inrap) au anunțat descoperirea unui mormânt celtic, posibil aparținând unei căpetenii locale. 

## Legături externe
- ro Mormânt princiar celtic descoperit în Lavau, Franța